# FLOPPY (ユニット)
FLOPPY（フロッピー）は、2004年に結成された日本のテクノポップユニット。

## 概要
2004年、小林写楽が戸田宏武を誘う形で結成された。
バンド名はフロッピーディスクに由来し、歌詞やメロディをシンプルに伝えたいとの思いから、DVDやBlu-ray Discに比べて小容量のフロッピーをイメージして命名された。
レトロフューチャーな世界観のもと、テクノポップ、ニュー・ウェイヴ、チップチューンの持つバーチャルで無機質なトラックに、80年代歌謡曲を思わせるメロディーをミックスした音楽性が特徴。ボーカルの小林は、テクノの手法を使いながらも、日本人が好む歌謡曲的なメロディを芯に据えて伝えたいと語っている。実現しなかった未来をテーマに、「エナジーゴーグル」と呼ばれる独特の形状をしたゴーグルや衣装などの近未来的なビジュアルも重視している。3rdアルバム以降はBeat Surfers Inc.にレーベルを移し、レーベル代表でケラ&ザ・シンセサイザーズの三浦俊一をプロデューサーに迎えた。4thアルバム以降はSF的なストーリーを歌詞のコンセプトにしている。P-MODEL、LONG VACATIONの中野テルヲやDEVOのマーク・マザーズボーがリミックスとして参加した楽曲もある。

## メンバー
- 小林 写楽（こばやし しゃらく、1976年[要出典]8月10日 - ） ボーカル、ギター、テクノロジー担当。血液型A型。[8]

作曲とすべての作詞を担当。10代の頃、有頂天を聴き、テクノポップやニューウェイブに興味を持つようになった。歌詞のSF的な世界観に関しては、萩尾望都や清水玲子のSFチックな世界観に影響を受けている。
2010年にゴキミ。（TOKYO HEROS・グルグル映畫館）、新太郎と結成したGalapagosSのボーカル、ギターとしても活動。
- 戸田 宏武（とだ ひろむ、1978年10月26日 - ） シンセサイザー、プログラミング、テクノロジー担当。身長178cm、体重48kg、血液型A型。[11]

作曲を担当。小学生の時にP-MODELの「ANOTHER GAME」を聴き、ニューウェイブに興味を持つようになった。他に、BOREDOMSに影響を受けている。
1999年に清水良行（COSMO-SHIKI）と結成した新宿ゲバルトのボーカル、シンセサイザー、テクノロジー、2011年に三浦俊一（ケラ&ザ・シンセサイザーズ）、内田雄一郎（筋肉少女帯）、河塚篤史（元陰陽座）と結成したNESSのシンセサイザーとしても活動。
ライブでも制作時の作業環境を再現するため、モジュラー・シンセを使用している。
キーボード・マガジン2012年4月号よりコラムを連載。

### サポートメンバー
ライブサポートメンバー。活動時期によってサポートメンバーの構成は異なる。
- 福田 福助（ふくだ ふくすけ） ギター。メトロノームのギター、ソロプロジェクトADAPTER。としても活動。
- 三浦 俊一（みうらしゅんいち） ギター、シンセサイザー。P-MODEL、有頂天、ケラ&ザ・シンセサイザーズ等で活動。
- YANA（やな）エレクトロニックドラム。ZEPPET STORE、ケラ&ザ・シンセサイザーズ等で活動。[16]
- 新太郎（しんたろう） エレクトロニックドラム。GalapagosSのドラムとしても活動。

## 来歴

### 2004年
- 結成。
- 8月8日 渋谷club vuenosにて初ライブ。
- 12月15日 1stアルバム「FLOPPY」発売。

### 2005年
- 9月3日 1stシングル「FLOPPYの素敵」発売。
- 12月24日 新宿MARZにてワンマンライブ「FLOPPY素敵ワンマン公演」。

### 2006年
- 5月20日 表参道FABにてワンマンライブ「FLOPPYレコ発ワンマン-Sine Wave Orchestra-」。
- 5月31日 2ndアルバム「Sine Wave Orchestra」発売。
- 11月12日 Shibuya O-WESTにてワンマン公演「20→21」。ライブ会場当日限定販売CD-R「十一月十二日限定CD-R」発売。

### 2007年
- 5月20日 初台DOORSにてワンマンライブ「low-bit Disco」。2ndシングル「low-bit Disco」発売
- 11月24日 原宿ASTRO HALLにてワンマンライブ「MIDI RIDER」。ライブ会場当日限定販売CD-R「自ミックス」発売。

### 2008年
- 3月15日 - 4月7日 ワンマンツアー「Mach Midi Rider」（名古屋、福岡、大阪、札幌、新宿LOFT）

### 2009年
- 1月26日 新宿LOFTにてワンマンライブ「TOKYO GAMESOUND SHOW」。
- 4月18日 3rdシングル「everything」発売。
- 6月19日 4thシングル「スローモーション」発売。
- 7月19日 渋谷CLUB QUATTROにてケラ&ザ・シンセサイザーズとツーマンライブ。
- 7月24日 大阪心斎橋CLAPPERにてワンマンライブ。
- 7月25日 名古屋池下CLUB UPSETにてワンマンライブ。
- 9月16日 3rdアルバム「Deus ex machina」発売。
- 11月13日 - 11月20日 ワンマンツアー「Deus ex machina Tour」（名古屋、大阪、渋谷CLUB QUATTRO）。

### 2010年
- 2月24日 - 3月22日 soyuz projectとのツーマンツアー「FLOPPY×soyuz project TOUR」（名古屋、大阪、高円寺HIGH）。
- 3月17日 4thアルバム「PROTOSCIENCE」発売。
- 4月27日 - 5月23日 ワンマンツアー「TOUR PROTOSCIENCE」（名古屋、大阪、渋谷CLUB QUATTROツーデイズ）。セルフリミックスシングル「SELF REMIX CDS」発売。
- 8月13日 新宿LOFTにてケラ&ザ・シンセサイザーズとツーマンライブ「シンセサイザーズ×FLOPPY」。
- 9月9日 - 10月17日 ワンマンツアー「FLOPPY20100909（名古屋）」「FLOPPY20100910（大阪）」「FLOPPY20100920（高円寺HIGH）」「FLOPPY20101017（高円寺HIGH）」。5thシングル「メテオストライク」発売。
- 11月27日 高円寺HIGHにてワンマンライブ「Joy Ride Special」
- 12月8日 5thアルバム「Over Technology」発売。

### 2011年
- 1月15日 - 1月29日 ワンマンツアー「Tour Over Technology」（大阪、名古屋、代官山UNIT）。この後、活動「休憩」に入る。[17]
- 12月17日 新宿LOFTにおけるケラ＆ザ・シンセサイザーズとツーマンライブ「ケラ＆ザ・シンセサイザーズ × FLOPPY」にて活動再開。

### 2012年
- 3月20日　新宿LOFTにてワンマンライブ「FLOPPY20120320」。6thシングル「星を看る人」発売。
- 5月25日 新宿LOFTにてsoyuz projectとのツーマンライブ「FLOPPY×soyuz project」。
- 6月6日 6thアルバム「GREENWORLD」発売。
- 6月23日 - 7月7日 ワンマンツアー「Tour GREENWORLD」（大阪、名古屋、新宿LOFT）。
- 8月11日　FLOPPY × 中野テルヲ @KOENJI HIGH
- 12月8日　FLOPPY20121208 @新宿LOFT

### 2013年
- 3月23日　FLOPPY20130323
- 9月23日　miura shunichi 30th anniversary 「デンシコン・スペシャル」
- 11月29日　「FLOPPY20131129」

### 2014年
- 3月21日　「FLOPPY20140321」@新宿LOFT
- 6月22日　FLOPPY × アーバンギャルド @新宿LOFT
- 8月9日　FLOPPY 10th Anniversary「This is computer music」@代官山UNIT
- 10月18日　FLOPPY × 戸川純 @新宿LOFT
- 12月7日　「FLOPPY 20141207」@新宿LOFT

### 2015年
- 3月21日　「FLOPPY 20150321」@新宿LOFT
- 6月20日　Electric Music Camp Vol.1
- 8月8日　FLOPPY 11th Anniversary 「Welcome to the near future」@代官山UNIT

## ディスコグラフィ

### その他
| 発売日         | タイトル                                                                                        | 規格品番     | 収録曲 | 備考                         |
| -------------- | ----------------------------------------------------------------------------------------------- | ------------ | --- | ---------------------------- |
| 2004年10月21日 | 駄菓子菓子リミックスアルバム「駄喰」                                                            | MURDERCD-102 | 9. 「女帝小林」小林写楽＠FLOPPY （リミックス：小林写楽） 戸田も新宿ゲバルト名義で参加している。 | 殺害塩化ビニール             |
| 2005年2月23日  | 天才てれびくんMAXサウンドトラック「天才てれびくんMAX MTK the 9th」                              | COCX-33095   | 10. Chip Trick ★R.G.のテーマ （作詞・作曲・編曲：小林写楽） 11. Opposite Side ★U.W.F.のテーマ （作曲・編曲：小林写楽） *Chip Trickは歌詞と曲の一部に変更が加えられており、出演者の白木杏奈がボーカルを担当している。 | Columbia                     |
| 2006年9月20日  | 有頂天トリビュートアルバム「The Very Best Covers Of 有頂天」                                    | DDCH-2107    | 6. ピノキヲ （カヴァー：FLOPPY） | blue merle / delfi           |
| 2007年11月     | ヤダもん                                                                                        |              | | 着うたフル、music.jpにて配信 |
| 2008年4月2日   | ファミソン8BIT☆アイドルマスターシリーズ「ファミソン8BIT☆アイドルマスター 02 天海春香/星井美希」 | FVCG-1012    | 11. THE IDOLM@STER（たろすけバスターNW MIX） （編曲：戸田宏武） | 5pb.                         |
| 2008年5月28日  | ファミソン8BIT☆アイドルマスターシリーズ「ファミソン8BIT☆アイドルマスター 04 菊地真/萩原雪歩」   | FVCG-1014    | 11. relations（digno-pop MIX） （編曲：小林写楽） | 5pb.                         |
| 2008年12月19日 | オトメディウスGダウンロードコンテンツ「オトメディウスG 追加BGM vol.1 空羽亜乃亜 パック」        |              | TAKE CARE!（グラディウスII） （編曲：戸田宏武） FINAL ATTACK（グラディウス） （編曲：小林写楽） |                              |
| 2010年11月24日 | 電子音楽部                                                                                      | DDCH-2320    | 1. chip cook book （作曲・編曲：小林写楽） 4. CETI （作曲・編曲：戸田宏武） 6. sssSSSSSSSSSSSSSSSSsss （作詞・作曲・編曲：戸田宏武） 8.アンドロイドは電子意識で夢を見るか？ （作詞・作曲・編曲：小林写楽）           | 電子音楽部                   |
| 2011年3月24日  | オトメディウスGサウンドトラック「オトメディウス ORIGINAL SOUNDTRACK」                           | LC1852-54    | Disc2-2. TAKE CARE! （「グラディウスII～GOFERの野望～」より） （編曲：戸田宏武） Disc2-9. FINAL ATTACK （「グラディウス」より） （編曲：小林写楽）                                                                   |                              |